# Холлоуэй, Джеймс Лемюэль (младший)
Джеймс Лэмюэль Холлоуэй-младший (англ. James Lemuel Holloway, Jr.; 20 июня 1898 — 11 января 1984) — адмирал ВМС США, начальник Военно-морской академии США в 1947—1950 гг., командующий военно-морскими силами США в Восточной Атлантике и Средиземноморье в 1957—1959 гг. Один из авторов так называемого плана Холлоуэя — программы обучения морских офицеров резерва ВМС США, разработанной после окончания Второй мировой войны.

## Детство и юность
Джеймс Холлоуэй-младший родился в Форт-Смите (штат Арканзас) в семье будущего долгожителя (прожившего более ста лет) Джеймса Лэмюэля Холлоуэя-старшего и его супруги Мэри Джордж (в девичестве Лиминг). В 1904 году семья переехала в Даллас, штат Техас, где Джеймс учился в школе Оак Клиф (Oak Cliff High School). Мальчик был активным спортсменом (играл в качестве блокирующего полузащитника школьной команды по американскому футболу), участвовал в школьных дебатах. Ещё учась в школе, он планировать поступить в Военную академию в Вест-Пойнте, но из-за сложностей с поступлением в Вест-Пойнт, после окончания школы в 1915 году поступил в Военно-морскую академию США в Аннаполисе в качестве мичмана.
В Академии Холлоуэй был в числе неуспевающих и, как позднее он сам признавался, избежал исключения лишь из-за того, что его поток был выпущен раньше по причине Первой мировой войны. Он окончил обучение в июне 1918 года по ускоренной программе (хотя должен был выпуститься в 1919 году).

## Первая мировая война
Получив звание энсина 7 июня 1918 года, Холлоуэй был распределен на эсминец Монаган, действующий в районе французского Бреста в составе группы противолодочных эсминцев, патрулирующих европейские воды. Несмотря на плохие отзывы, в сентябре Холлоуэю было присвоено очередное звание младшего лейтенанта.
В январе 1919 года был переведен на линкор Флорида, где был адъютантом контр-адмирала Фредерика Бассета-младшего. В 1920 году на линкоре совершил дипломатический круиз по южноамериканским и карибским портам госсекретарь США Бейнбридж Колби, это дало возможность молодому Холлоуэю как помощнику адмирала посетить Бразилию, Аргентину и Уругвай.